# Lila gordijnzwam
De lila gordijnzwam (Cortinarius alboviolaceus) is een paddenstoel afkomstig uit Europa en Noord-Amerika. Hij groeit op eiken (Quercus). De paddenstoel is lila, wordt later geel en wordt vaak witachtig/grijsachtig

## Kenmerken

### Uiterlijke kenmerken
Hoed
De hoed is 3 tot 9 cm in diameter. De vorm is conisch tot umbonaat. De hoed is droog, zijdeachtig. De hoedrand is in eerste instantie opgerold en er zitten resten van de witte sluier op. Het oppervlak is glad, zijdeachtig glanzend, lichtpaars bij jonge vruchtlichamen, vervaagt later en bij oudere vruchtlichamen wordt het roestig en vezelig.
Lamellen
De lamellen zijn grijsachtige lila en worden bruin als de sporen rijpen. 
Steel
De steel heeft een hoogte van 80 tot 100 mm lang en 1 tot 18 mm dik. De steel is knotsvormig met aan de basis een verdikte knol. Soms met wit sluierweefsel. Onder de hoed bevindt zich een ringvormige zone, aanvankelijk witachtig, later kaneelbruin.
Vlees
Het vlees is violet in jonge vruchtlichamen, witachtig bij oudere. Verandert niet van kleur wanneer erop wordt gedrukt.
Geur en smaak
De geur en smaak zijn onduidelijk.
Sporenprint
De sporenprint is roestbruin. 

### Microscopische kenmerken
De basidiosporen zijn ellipsvormig, bijna glad, met afmetingen van 8-10 × 5-6 µm. Cheilocystidia en pleurocystidia zijn afwezig.

## Verspreiding
De paddenstoel komt in Nederland algemeen voor. Hij staat op de rode lijst in de categorie 'Kwetsbaar'.